# لاخباتجي
الحاكم لاخباتجي، المعروف أيضًا باسم لاخاجي، كان حاكم ولاية كوتش ينتمي إلى أسرة جاديجا راجبوت. حكم لاخباتجي ولاية كوتش الأميرية باعتباره وصيًا على العرش من 1741 وحتى 1752. خلف أبيه ديشالجي الأول عام 1752 وحكم حتى وفاته عام 1760.

## حياته

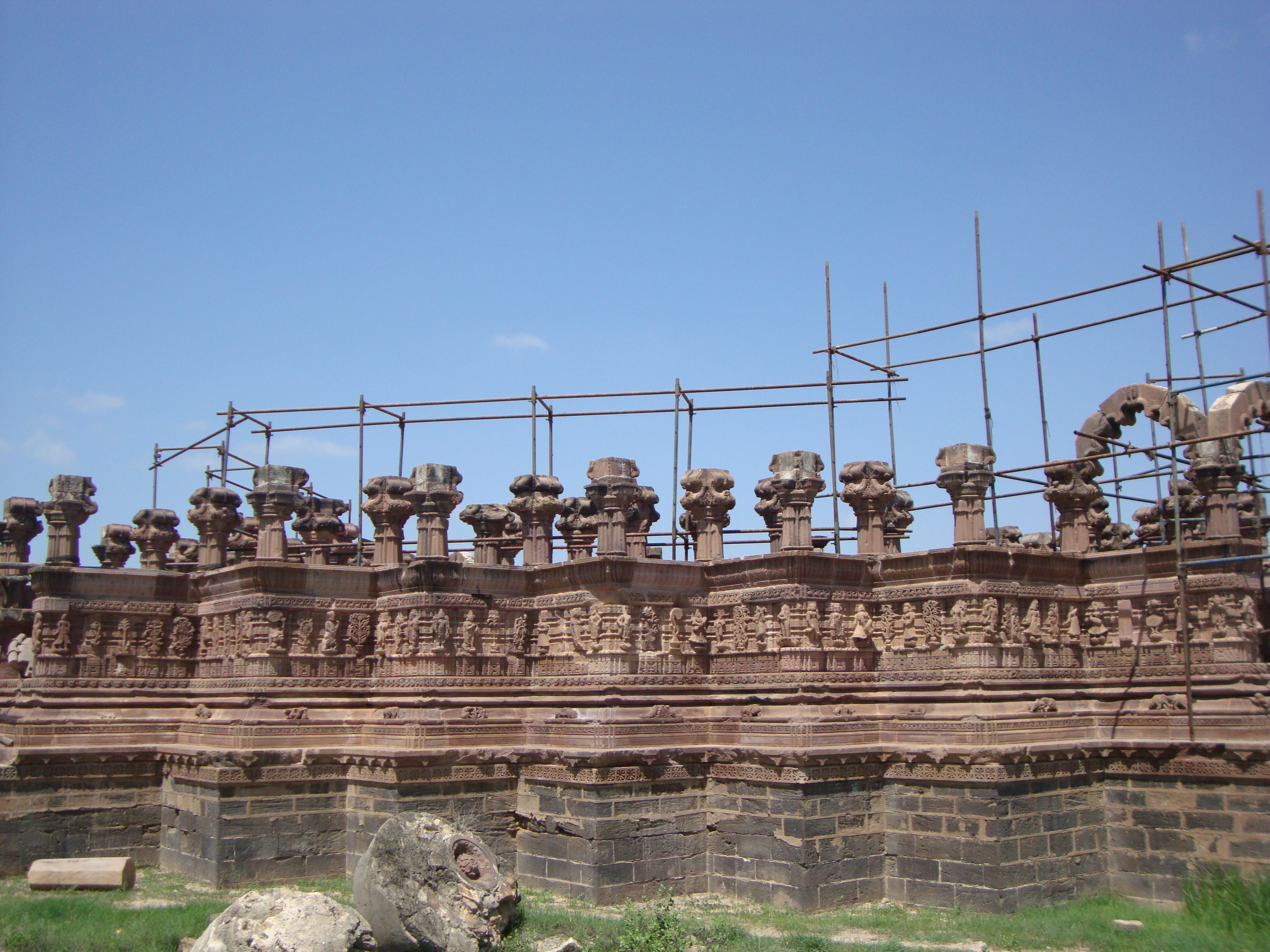
النصب التذكاري للحاكم لاخباتجي في بوج.

كان لاخباتجي الابن الوحيد لديشالجي الأول، حاكم ولاية كوتش. لقد كان سخيًا للغاية وينفق المال دون تردد. حُرم من نصيبه في السلطة وأُجبر على تخفيض نفقاته. غادر لاخباتجي بهوج، وهدد بالعمل لدى ملك أودايبور، مما أجبر والده على الاستجابة لبعض مطالبه. على الرغم من أن لاخباتجي بدا راضيًا، إلا أنه واصل سرًا التخطيط للسيطرة على الحكومة. كانت خطوته الأولى هي التخلص من الوزير ديفكارن، الذي كرهه كونه سبب رئيسي في حرمانه من نصيبه في السلطة، والذي يقال أنّ علاقته القريبة بوالدته كانت سببًا قويًا للاعتقاد بأنه مجرم. وعليه، في عام 1738، أثار اضطرابًا أمام منزل الوزير، الذي خرج لاستعادة النظام، وتعرض لهجوم وقتل على يد قاتل مأجور. في البداية كان الحاكم غاضبًا من فقدان وزيره المفضل، لكن لاخباتجي تمكن تدريجيًا من نيل عفو الحاكم، وتعبيرًا عن صداقتهما وافقا على الحضور إلى حفل ترفيهي في منزل لاخباتجي. أحضر الحاكم معه معظم كبار ضباطه. جعل لاخباتجي جميع الحاضرين في انتظار والده تعبيرًا عن احترامه له. لكن كان هناك تأخير كبير في تقديم الوليمة، مما أثار حفيظة لاخباتجي ودفعه للخروج بنفسه للإسراع في تجهيز المأدبة. بمجرد خروجه، أُغلقت جميع مخارج الغرفة، ووضع لاخباتجي والده في الحبس، وبدأ في اعتلاء العرش، وبايعه جميع قادة الحصون في المحافظة باستثناء ماندفي. عندما استقر لاخباتجي في السلطة، سمح لوالده بتشكيل مؤسسة مناسبة وحرية أكبر. كما أطلق سراح ضباطه وأصدقائه الشخصيين ونفاهم إلى مناطق بعيدة عن البلاد. في عام 1751، توفي الحاكم ديشالجي عن عمر يناهز السبعين عامًا.

### قائمة مراجع
- Gazetteer of the Bombay Presidency: Cutch, Palanpur, and Mahi Kantha. Government Central Press. 1880. ص. 140–143. مؤرشف من الأصل في 2023-11-02.  تتضمّنُ هذه المقالة نصوصًا مأخوذة من هذا المصدر، وهي في الملكية العامة.